# Olympische Sommerspiele 1956/Teilnehmer (Island)
| Gelbes Symbol für Goldmedaillen mit stilisierten Olympischen Ringen | Graues Symbol für Silbermedaillen mit stilisierten Olympischen Ringen | Braundes Symbol für Bronzemedaillen mit stilisierten Olympischen Ringen |
| ------------------------------------------------------------------- | --------------------------------------------------------------------- | ----------------------------------------------------------------------- |
| —                                                                   | 1                                                                     | —                                                                       |

Island nahm an den Olympischen Sommerspielen 1956 im australischen Melbourne mit einer Delegation von zwei Sportlern an zwei Wettkämpfen in einer Sportart teil.
Seit 1912 war es die siebte Teilnahme Islands an Olympischen Sommerspielen. 
Jüngster Athlet war mit 22 Jahren und 32 Tagen der Leichtathlet Hilmar Þorbjörnsson, ältester Athlet der Leichtathlet Vilhjálmur Einarsson (22 Jahre und 176 Tage).

## Flaggenträger
Der Dreispringer Vilhjálmur Einarsson trug die Flagge Islands während der Eröffnungsfeier im Olympiastadion.

## Medaillen
Mit einer gewonnenen Silbermedaille belegte das isländische Team Platz 31 im Medaillenspiegel.

### Silber
| Name                 | Sportart       | Wettbewerb |
| -------------------- | -------------- | ---------- |
| Vilhjálmur Einarsson | Leichtathletik | Dreisprung |

## Teilnehmer nach Sportarten

### Leichtathletik
- Vilhjálmur Einarsson
  - Dreisprung

Qualifikationsrunde: 15,16 Meter, Rang neun, für das Finale qualifiziert
1. Versuch: 15,16 Meter
2. Versuch: ausgelassen
3. Versuch: ausgelassen
Finale: 16,26 Meter, Rang zwei 
1. Versuch: ungültig
2. Versuch: 16,26 Meter
3. Versuch: 15,81 Meter
4. Versuch: ungültig
5. Versuch: 16,61 Meter
6. Versuch: ausgelassen

- Hilmar Þorbjörnsson
  - 100 Meter Lauf

1. Runde: ausgeschieden in Lauf eins (Rang drei), 10,9 Sekunden (handgestoppt), 11,12 Sekunden (automatisch gestoppt)